# スラローム (オートバイ)
オートバイにおけるスラローム(英: slalom)とは意図的に行う蛇行走行である。

## 概要
オートバイのスラロームについて、運転免許教習や安全運転講習では次のように指導される。
車体を左右に倒す動作（バンク）を繰り返すが、乗員の上体は車体と一緒に傾かせずに膝から下で車体のコントロールが行う。ターンに向かってアクセルを閉じながら車体を傾斜させ、ターンの頂点を通過後に車体を起こしながらアクセルを開き、次のターンに向けて車体を傾斜させながらアクセルを閉じるといった動作を、連続的かつリズミカルに行う。視点は目前のパイロンよりも遠くに置くと良い。
運転免許の教習においては、乗車姿勢、重心移動、バンクそしてアクセルワークを組み合わせた総合的な技能による、旋回時におけるバランスの取れた走行を習得する走行課題である。連続進路転換とも呼ばれ、一つの直線上に等間隔に設置されたパイロンの間を規定時間以内に通過する。オートマチック限定免許の技能教習においても課題の一つとされているが、オートマチックトランスミッション車はマニュアルトランスミッション車に比べると、アクセルに対する加速や減速といった車体挙動が遅く発生する特性を持つ。以前はパイロン列の両側にパイロン列と平行な線が引かれ、それらの線からはみ出さないように走行する課題だった。教習所によっては、リアブレーキでリアホイールをロックさせ不足した進入角を補う方法も教えている所や、スロットルの開閉ではなくクラッチの断続によって走行する方法を教えている所もある。
ジムカーナなどの競技では、パイロンを一直線上に等間隔でパイロンを配置するスラロームだけでなく、不等間隔で配置したり、左右にずらして配置してターンを深くしたりといったスラロームがコースとして設定される場合がある。自動車教習所でも、これらを任意教習として行っているところもある。
公道でのスラロームは蛇行運転とも言われ、危険行為の一つとされる。